# ESA (Suzuki)
ESA is een elektronisch systeem van het motorfietsmerk Suzuki.
Het optimaliseert het ontstekingstijdstip op basis van het vereiste vermogen en afhankelijk van de stand van de gasklep en het toerental. Het systeem zat op het "NUDA" studieproject (1987).